# アレックス・フェラーリ
アレックス・フェラーリ（Alex Ferrari，1994年7月1日 - ）は、イタリア・エミリア＝ロマーニャ州モデナ出身のサッカー選手。UCサンプドリア所属。ポジションは、ディフェンダー。

## 経歴
2013年12月3日、SSローブル・シエーナ戦でボローニャFCのメンバー入りを果たす。
2017年1月21日、ボローニャと2021年まで契約を延長したことが発表された。
2018年6月13日、UCサンプドリアに買取義務付きのレンタルで移籍した。
2023年1月2日、USクレモネーゼにレンタル移籍で加入した。